# Тад-Магітль
Тад-Магітль (рос. Тад-Магитль) — село Ахвахського району, Дагестану Росії. Входить до складу муніципального утворення Сільрада Тад-Магітлинська.
Населення — 1212 (2010).

## Населення
За даними перепису населення 2002 року в селі мешкало 1359 осіб. У тому числі 625 (45,99 %) чоловіків та 734 (54,01 %) жінки.
Переважна більшість мешканців — авахці (98 % усіх мешканців). У селі переважає ахвахська мова.